# Olokminsk
Olokminsk (ros. Олёкминск) – miasto w Rosji, w Jakucji; ośrodek administracyjny ułusu olokmińskiego.
Leży na Płaskowyżu Nadleńskim na lewym brzegu Leny, 12 km powyżej ujścia Olokmy; ok. 520 km na południowy zachód od Jakucka; 10 tys. mieszkańców (2005). Ośrodek regionu rolniczego; przemysł drzewny; przystań rzeczna; lotnisko; muzeum regionalne.
Znajduje się tu dyrekcja Rezerwatu Olokiemskiego.

## Historia
Osiedle założone w 1635 roku jako miejsce zesłań i więzienie, początkowo naprzeciw ujścia Olokmy, później przeniesione o 12 km na obecne miejsce; nabierało znaczenia jako osada handlowa na szlaku wzdłuż Leny do Jakucka; prawa miejskie w 1755 r.; od 1783 r. miasto powiatowe.